# Achi (volk)
De Achi zijn een Mayavolk woonachtig in Guatemala. De meeste Achi wonen in het departement Baja Verapaz en spreken het Achi, een Mayataal die nauw verwant is aan het K'iche'. Beroemd is het nog altijd opgevoerde dansdrama Rabinal achi, dat teruggaat tot voor de Spaanse verovering.
Achi · Acateken · Aguacateken · Chuj · Garifuna · Ch'orti' · Itza · Ixil · Jacalteken · K'iche' · Kaqchikel · Lacandón · Mam · Mopan · Poqomam · Poqomchi' · Q'anjob'al · Q'eqchi' · Sacapulteken · Sipakapense · Tectiteken · Tz'utujil · Uspanteken · Xinka